# Winston (pomme)
Pour les articles homonymes, voir Winston.
Winston est un cultivar de pommier domestique créé dans le Berkshire (Angleterre) en 1920.

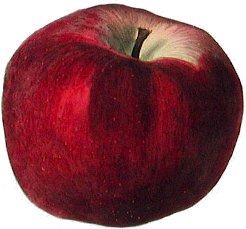
Winston ou Winter King.

## Synonyme(s)
- Winter King (en fait le premier nom qui lui est donné),
- Cox d'Hiver,
- Wintercheer.

William Pope obtient le pommier en 1920 à Welford Park (Berkshire). Il est mis sur le marché en 1935 sous le nom de Winter King, renommé Winston en 1944.

## Description
C'est une pomme à chair ferme, croquante, juteuse et sucrée.

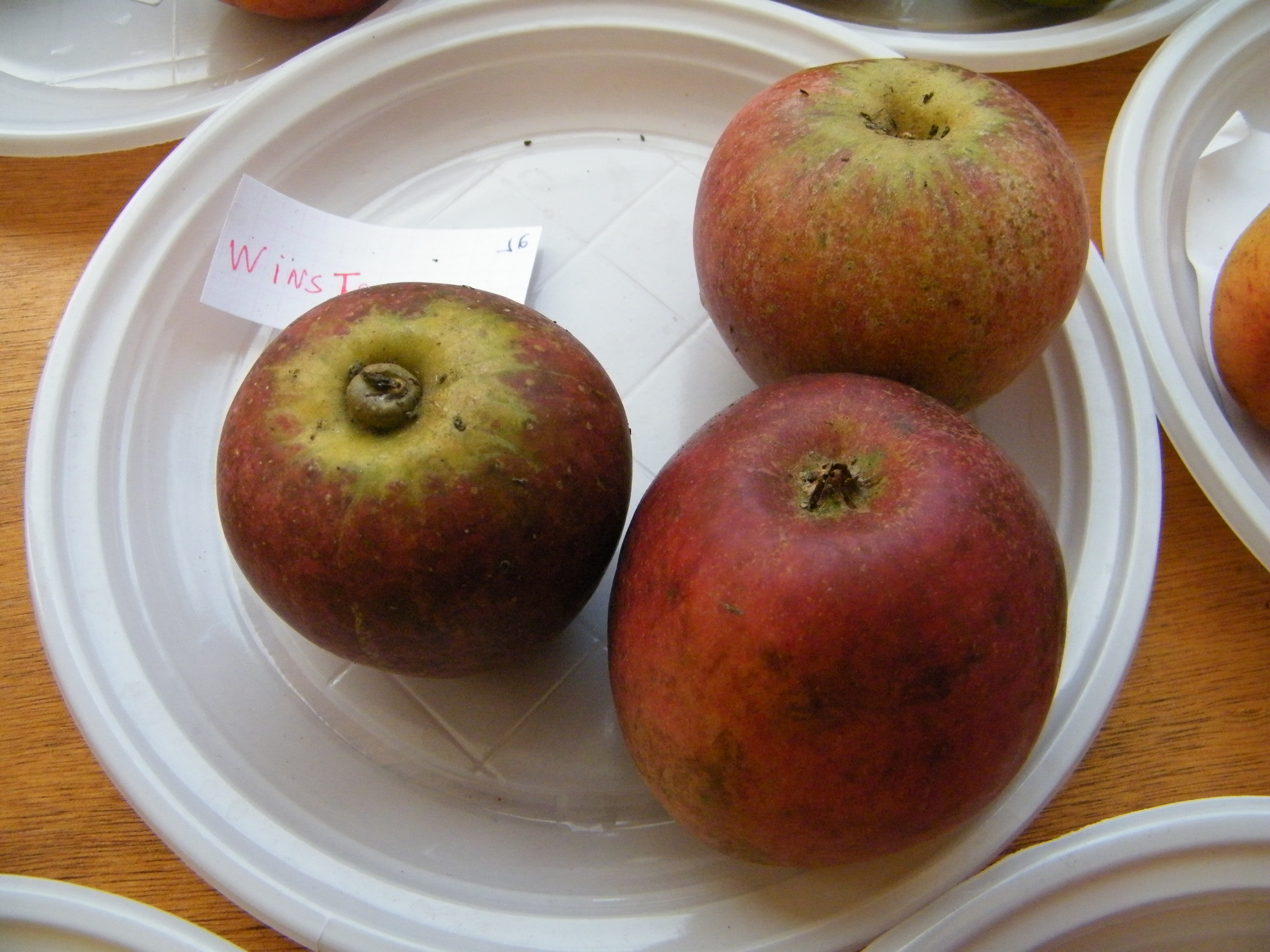
Fruits obtenus sans traitement.

## Parenté
- La pomme est issue du croisement Reinette Cox's Orange x Worcester Pearmain.

## Pollinisation
Variété diploïde donc, participante à la pollinisation croisée.
Groupe de floraison: C-D.

La variété est autofertile mais sera encore mieux pollinisée en présence de Rajka, Grenadier, Ingrid Marie, Golden Delicious.

## Culture
- Fructification: croissance de type spur[3]. L'arbre a besoin d'un bon éclaircissage pour ne pas donner de trop petits fruits.

- L'arbre au port érigé (Type 1) est vigoureux et fertile.

- Maladies: peu susceptible à la tavelure, à l'oïdium et au chancre nectrien.

- Cueillette: les fruits arrivent à maturité très tard dans la saison (décembre) et se conservent bien.